# Herói Guerreiro
Herói Guerreiro foi o tema utilizado pelo Comitê Paraolímpico Brasileiro em um vídeo para divulgar o esporte paraolímpico brasileiro após os Jogos Paraolímpicos de Atenas de 2004.

## Intérpretes
A música teve como intérpretes Sergio Carrer e Yasmin Lucas.

## Links
Cine Damasco[ligação inativa]